# Mouloudia Club d'Oujda (handball)
Maillots
Le Mouloudia d'Oujda (section handball), est l'une des nombreuses sections du Mouloudia d'Oujda club omnisports basé à Oujda, Maroc. C'est l'une des sections les plus titrées du club.

## Palmarès
- Championnat du Maroc (3)
  - Champion : 1980, 1981, 1985

- Coupe du Trône (1)
  - Vainqueur : 1981

- Coupe d'Afrique des vainqueurs de coupe
  - 4e place : 2019[1]